# 圣马丹莱索
圣马丹莱索（法語：Saint-Martin-les-Eaux，法語發音：[sɛ̃ maʁtɛ̃ le.z‿o]）是法国上普罗旺斯阿尔卑斯省的一个市镇，属于福卡尔基耶区。

## 地理
圣马丹莱索（43°52'28"N, 5°44'7"E）面积9.15 平方千米，位于法国普罗旺斯-阿尔卑斯-蓝色海岸大区上普罗旺斯阿尔卑斯省，该省份为法国东南部内陆省份，北起上阿尔卑斯省，西接沃克吕兹省，西北接德龙省，南至瓦尔省，东临滨海阿尔卑斯省，东北部与意大利接壤。
与圣马丹莱索接壤的市镇（或旧市镇、城区）包括：多凡、马诺斯克、圣米歇尔-洛布塞瓦图瓦尔、维勒米。

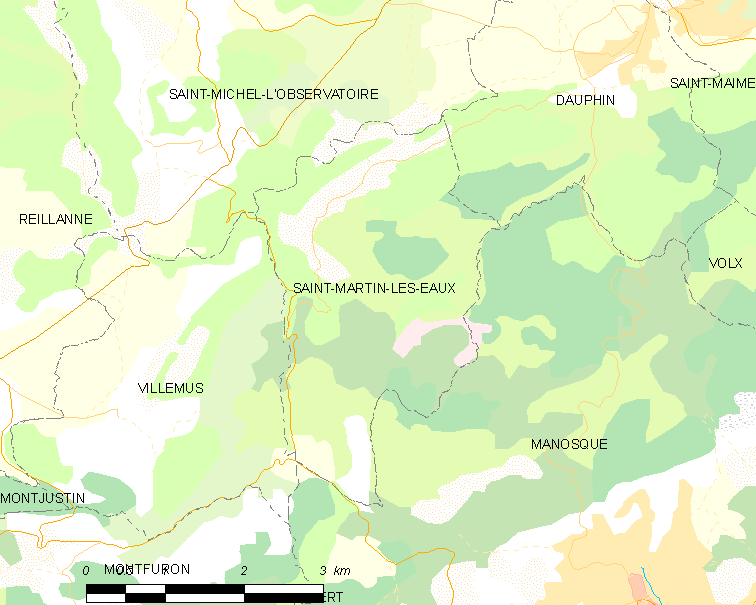
圣马丹莱索的OSM定位图

圣马丹莱索的时区为UTC+01:00、UTC+02:00（夏令时）。

## 行政
圣马丹莱索的邮政编码为04300，INSEE市镇编码为04190。

## 政治
圣马丹莱索所属的省级选区为马诺斯克第二县。

## 人口

1962-2008年间圣马丹莱索人口变化图示

圣马丹莱索于2022年1月1日时的人口数量为123人。